# Apeadero Rubén Larsen
Apeadero Rubén Larsen es una estación ferroviaria ubicada en las afueras de la localidad de Villa Huidobro, Departamento General Roca, Provincia de Córdoba, Argentina.

## Servicios
Pertenece al Ferrocarril General San Martín de la red ferroviaria argentina, en el ramal que une las estaciones de Justo Daract - Cañada Verde en la Provincia de Córdoba.

## Historia
En el año 1905 fue inaugurada la estación, por parte del Ferrocarril Buenos Aires al Pacífico.